# Основа и потка (ткање)
Основа и потка представљају два система жица чијим међусобним укрштањем настаје тканина. Систем паралелних жица који иде уздуж тканине чини - основу, а систем паралелних жица по ширини тканине - потку (сл.1).
Основине жице су при процесу ткања изложене великом истезању, због тога је битно да предиво које се користи за основу, буде одговарајуће јачине и еластичности, како би се избегло њихово лако кидање.
Поред тога, основине жице не смеју да се деформишу при затезању , тј. треба да буду отпорне на растезање, чиме се избегава њихово отпуштање током рада на разбоју. Неравномерна затегнутост основе спречава формирање правилног зева, што ствара проблеме приликом пробацивања потке. 
Када је у питању потка, она не мора да има велику јачину као основа, јер је у току ткања изложена мањој сили затезања и трења..